# Ibom Air
Ibom Air is een Nigeriaanse luchtvaartmaatschappij. De maatschappij heeft haar hub op de luchthaven van Uyo en is geheel in handen van de regering van de staat Akwa Ibom. Ibom Air vliegt binnen Nigeria en naar Ghana.

## Geschiedenis
Ibom Air werd eind 2018 opgericht als luchtvaartmaatschappij in de staat Akwa Ibom in het zuiden van Nigeria. De eerste vlucht volgde op 7 juni 2019 van Uyo naar Lagos. Akwa Ibom werd ook de eigenaar van de maatschappij, daarmee was het de eerste staat in het land met een eigen luchtvaartmaatschappij. In augustus 2023 werd de maatschappij lid van de International Air Transport Association.

## Vloot

### Huidige vloot
De vloot van Ibom Air bestaat uit de volgende toestellen (oktober 2024):
| Type              | In dienst | Orders | Opmerkingen |
| ----------------- | --------- | ------ | ----------- |
| Airbus A220-300   | 2         | 8      | [ 8 ]       |
| Bombardier CRJ900 | 7         | —      |             |
| Totaal            | 9         | 8      |             |

### Voormalige vloot
De vloot van Ibom Air bestond ook uit de volgende toestellen:
| Type            | Aantal | In dienst | Uitgefaseerd | Opmerkingen           |
| --------------- | ------ | --------- | ------------ | --------------------- |
| Airbus A220-300 | 2      | 2021      | 2022         | Geleased van EgyptAir |
| Airbus A320-200 | 4      | 2022      | 2024         |                       |

## Bestemmingen
Ibom Air vliegt naar de volgende bestemmingen (oktober 2024):
| Land    | Stad          | Luchthaven                             | Opmerkingen |
| ------- | ------------- | -------------------------------------- | ----------- |
| Ghana   | Accra         | Luchthaven Kotoka Internationaal       |             |
| Nigeria | Abuja         | Nnamdi Azikiwe International Airport   | basis       |
| Nigeria | Calabar       | Margaret Ekpo International Airport    |             |
| Nigeria | Enugu         | Akanu Ibiam International Airport      |             |
| Nigeria | Lagos         | Murtala Muhammed International Airport | basis       |
| Nigeria | Port Harcourt | Port Harcourt International Airport    |             |
| Nigeria | Uyo           | Akwa Ibom Airport                      | hub         |

### Codeshare-overeenkomsten
Ibom Air heeft codeshare-overeenkomsten met de volgende luchtvaartmaatschappijen:
- Dana Air[10]